# Mar Lígur

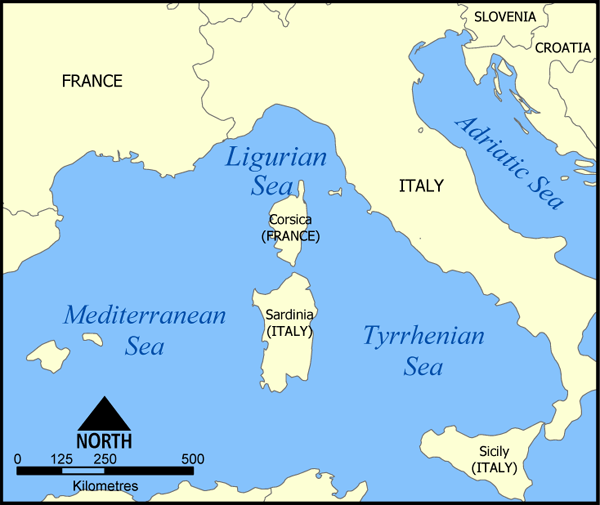
La mar Lígur

La mar Lígur (en lígur: Mâ Ligure, en cors: Mari Liguru, en italià: Mare Ligure, en francès: Mer Ligurienne) és la part de la Mediterrània limitada al nord per la costa Blava i la Riviera lígur, a l'est per la costa toscana i al sud per les illes de Còrsega i Elba, més enllà de la qual s'estén la mar Tirrena; a l'oest limita amb el golf de Lleó. Banya les costes de França, Mònaco i Itàlia. La costa nord-occidental és reconeguda per la seva bellesa paisatgística i la bonança del seu clima.
La part més septentrional de la mar forma el golf de Gènova. Hi desemboquen l'Arno, a la costa est, i multitud de rius més curts provinents dels Apenins. En aquesta costa escarpada destaquen els ports de Niça, Savona, Gènova, que és ciutat més important de la riba, La Spezia i Liorna. La màxima fondària del mar arriba als 2.850 m al nord-oest de Còrsega.

## Història

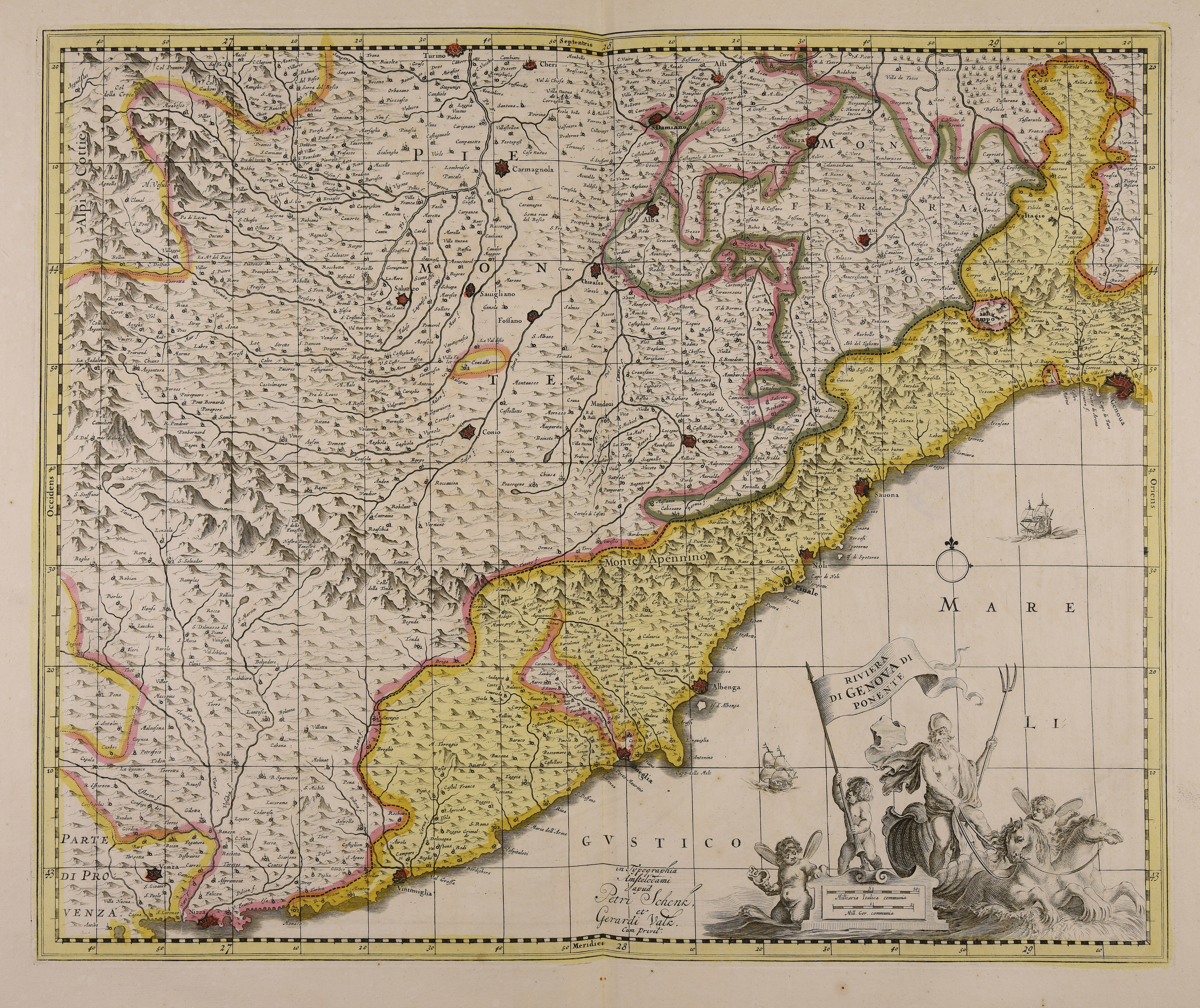
Mare Ligustico a la Riviera di Genova di Ponente mapa del segle XVII

Antigament el mar de Ligúria s'anomenava, en llatí, Mare Ligusticum, el mar que banyava les terres habitades pels antics lígurs, definit entre el Roine i l'Arno. Al Segle V aC el territori habitat per aquesta població s'estenia molt més enllà de les fronteres de l'actual Ligúria i de la mateixa República de Gènova, incloent part de les actuals costes francesa i toscana fins a Liorna.
La Mar Tirrena (Tyrrhenum sea) pren el seu nom del poble dels tirrens (Tyrsenoi o Tyrrhenoi), més coneguts com els etruscs, els territoris dels quals, durant el segle VIII aC, es van estendre fins a la desembocadura de l'Arno a prop de Pisa, En els dos segles següents van estendre el seu territori fins a la desembocadura del riu Magra i per això, en alguns escrits internacionals, la part del mar de Ligúria que banya la Toscana és anomenada "alto tirreno".

## Límits
El límit sud-oest del mar Lígur, el marca una línia imaginària que uneix Punta di Revellata, a l'oest de Calvi, al nord de Còrsega, amb Sant Joan de Cap Ferrat a l'est de Niça, mentre que la frontera sud-est, que la delimita de la Mar Tirrena, discorre. entre Cap Cors i el promontori de Piombino, passant pel canal de Còrsega, l'illa d'Elba i el canal de Piombino.

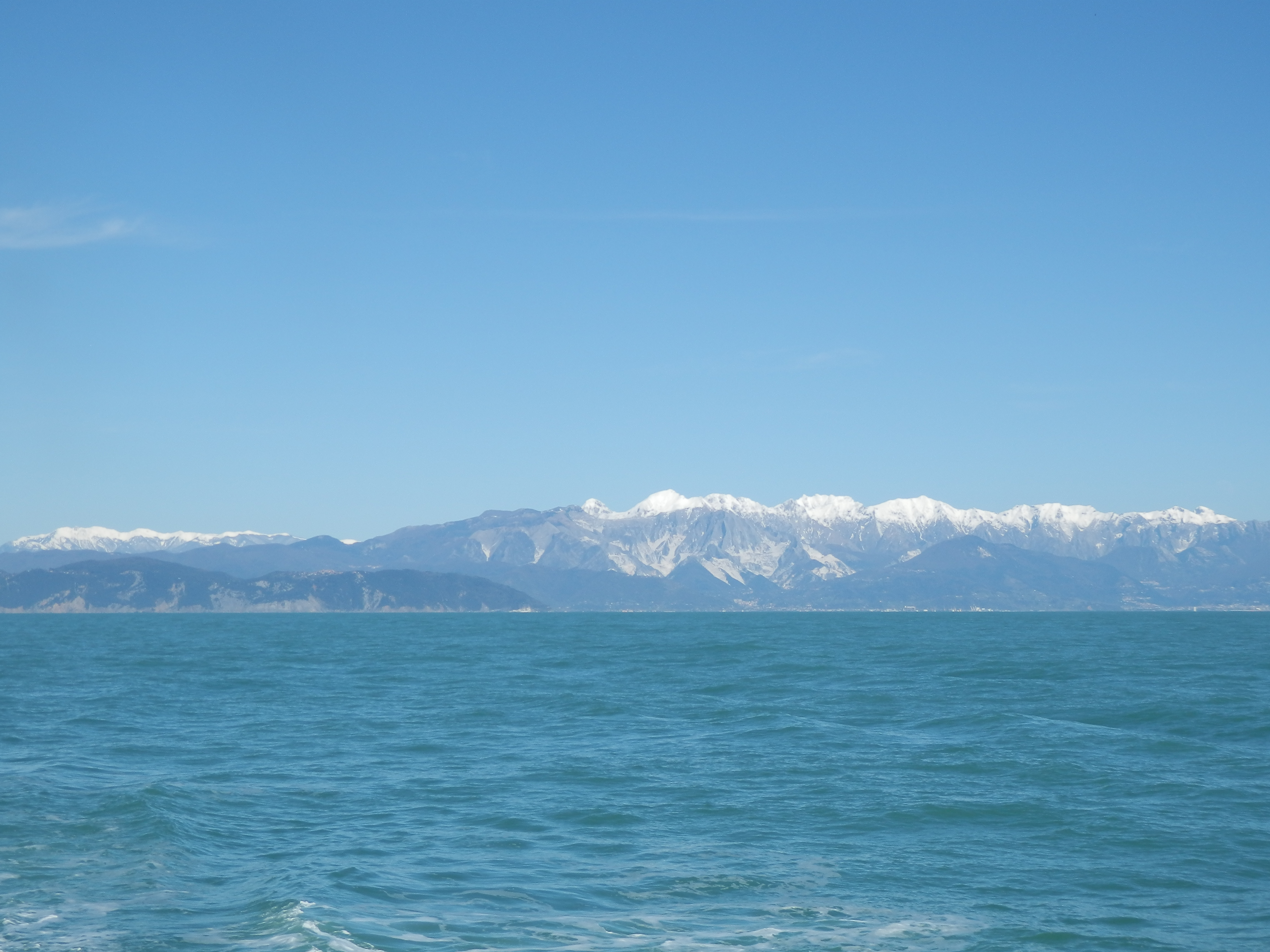
Vista del Ligur a prop de La Spezia amb els Alps Apuans (Apenins) al fons (2013)

Tanmateix, l'Organització Hidrogràfica Internacional, en un document de 1953 encara vigent, estableix que la frontera sud-oest està delimitada per una línia imaginària que uneix Cap Cors amb la Frontera entre França i Itàlia (Ponte San Luigi), mentre que la frontera sud-est està delimitada per una línia que va de Cap Cors a l'illa de Tinetto, després per una línia que uneix l'illa de Tino i Palmaria a Punta San Pietro, prop del golf de La Spezia. Aquesta frontera està en procés de redefinició: de fet, la mateixa Organització ha publicat un esborrany del document definitiu sobre els límits dels mars que fa coincidir la frontera sud-est del mar de Ligúria amb una línia que uneix la costa toscana pel paral·lel 43° al Cap Cors i després fins a Cap Grosso.
La definició encara vigent a l'Organització Hidrogràfica Internacional correspon aproximadament a la tradicional, que atribueix tota la costa toscana (fins a la desembocadura del Magra) a la Mar Tirrena (a excepció del golf de La Spezia i el promontori del mont Marcello de Lerici a Ameglia, que segons l'Organització formaria part de la mar Tirrena). Aquesta versió tradicional de les fronteres ha comportat diverses conseqüències: un centre balneari anomenat Tirrenia va ser fundat prop de Pisa als anys trenta; el diari de Liorna s'anomena Il Tirreno i tant Viareggio com Castiglioncello es defineixen popularment com les perles de la mar Tirrena. També cal tenir en compte que als mapes del segle XIX el mar que banyava la Toscana de vegades s'anomenava mar de Toscana.
L’Institut Hidrogràfic de la Marina Italiana utilitza el "mar de Ligúria" (des de San Vincenzo cap avall, "mar Tirrena") a la Carta portolana amb relació a la costa nord de la Toscana.

## Geografia

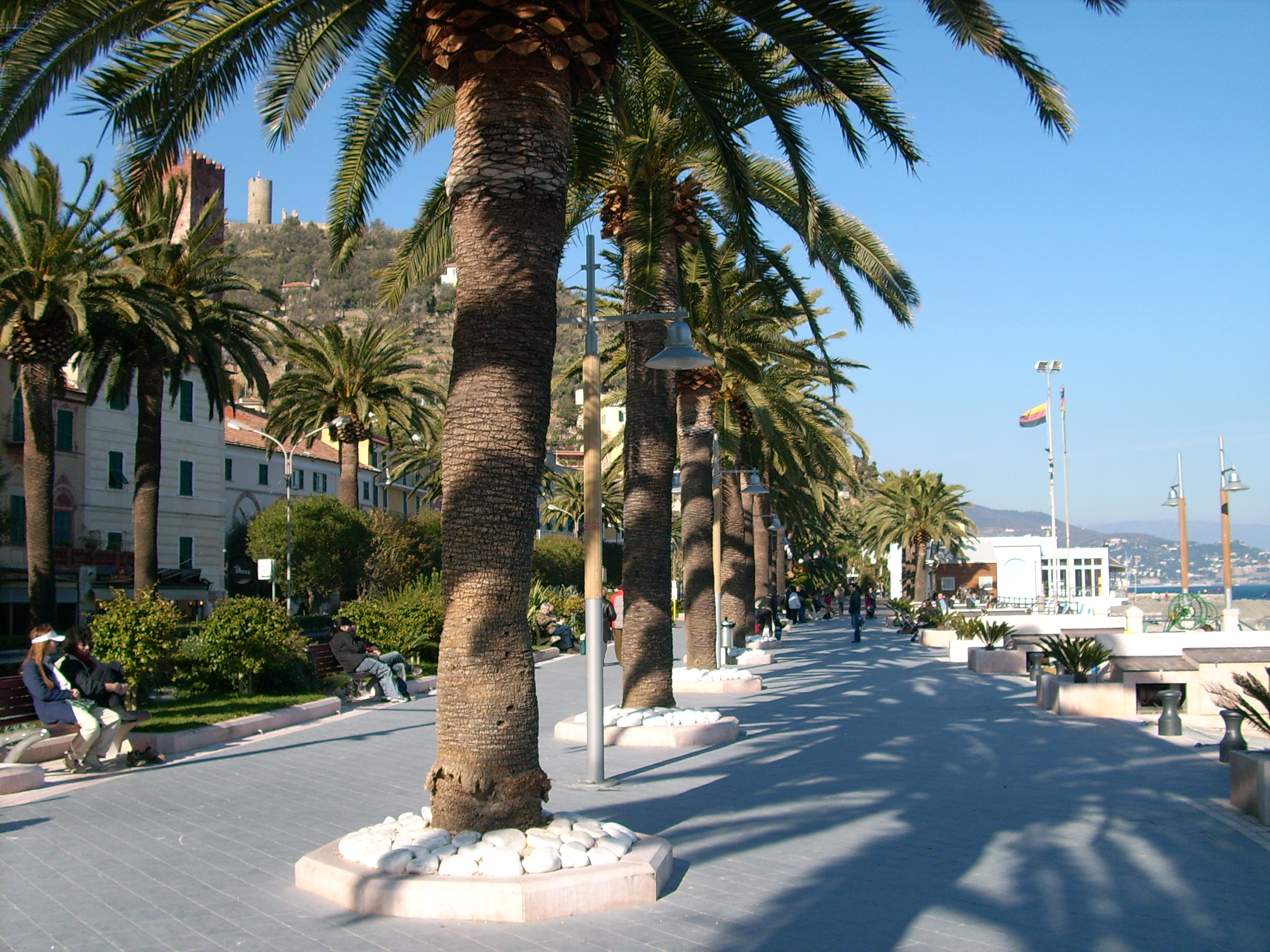
Riviera delle Palme (Riviera de Ponent)

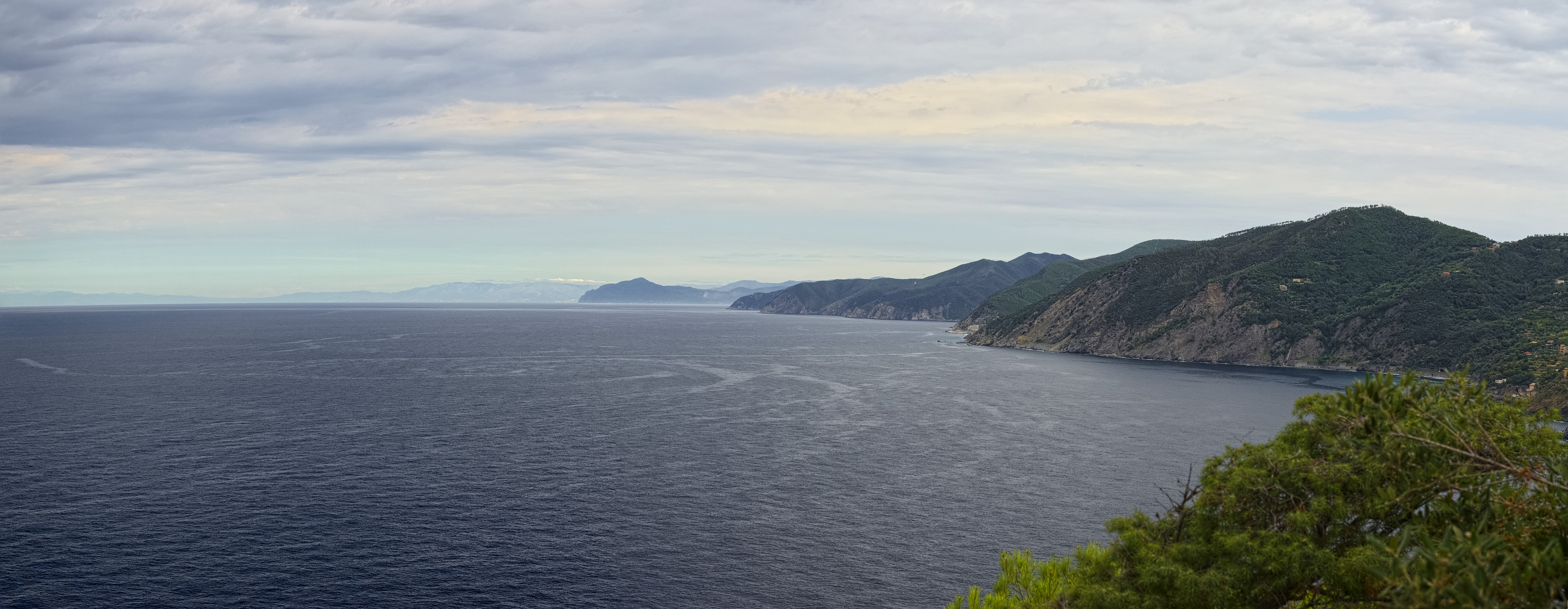
Golf de Gènova

El mar de Lígur està stuat entre la costa de Ligúria (nord) i l'illa de Còrsega (sud), És un mar petit però profund i les muntanyes s'hi submergeixen amb costes altes. Les platges són poques i petites. A la part septentrional hi ha el golf de Gènova. El mar rep, per l'est, les aigües de l'Arno i altres rius que també neixen als Apenins com el Serchio i el Magra.
Al llarg de les seves costes hi ha importants ports comercials el més gran dels quals és el port de Gènova. Altres ports importants són els de Menton, Savona, La Spezia, Imperia, Carrara, Piombino i Liorna.
El mar de Ligúria arriba a una profunditat màxima de més de 2.850 m al nord-oest de Còrsega.

### Golfs

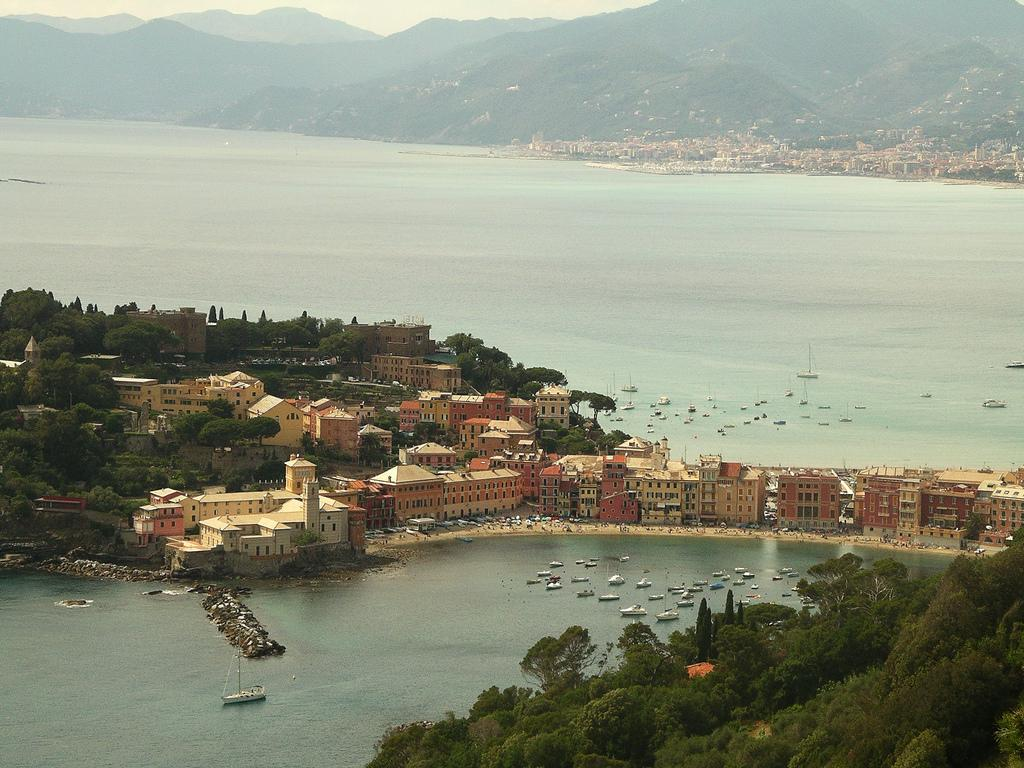
Sestri Levante i golf de Tigullio (riviera de Ligúria oriental)

- Golf de Gènova
- Golf de La Spezia
- Golf de Baratti

### Costes ("rivieres")

El mar Lígur: en vermell els límits d'acord amb l'IHO; en blau els límits d'acord amb l'Istituto Idrografico della Marina

- Riviera de Ligur
  - Riviera de Ponent
  - Riviera de Llevant
- Riviera Apuana
- Versilia

### Batimetria
La plataforma continental al mar Lígur, és gairebé inexistent i el fons marí davalla tot seguit en un fort pendent cap al fons de la plana abissal de la conca de Sarda i Corsa, (també anomenada conca corso-lígur).
El talús està solcat per canyons submarins. El pendent del talús és fort, amb un desnivell de 200 m de profunditat només a 2 km de la costa i 500 m a 4 km, on s'inicia la plana abissal, que està situada entre 15 i 20 km de la costa a una profunditat de 2.000 m.
El canyó de Gènova és un dels canyons submarins més grans de la Mediterrània. Entre les vores dels vessants hi ha una amplada de 50 km i la longitud total del canyó supera els 70 km, al llarg dels quals, el fons marí davalla de 200 fins a 2.400 m de profunditat, amb pendents que arriben i superen en alguns punts els 50°. A la vora oriental del canyó hi ha un banc submarí, situat a uns 45 km de la costa de Portofino, on el fons marí s'enlaira relativament fins als 515 m de profunditat.

## Origen geològic
El mar Lígur es va formar ara fa 21 milions d'anys, quan el bloc continental, amb les illes de Còrsega i Sardenya incloses, va iniciar un gir antihorari (amb l'eix al marge sud de França) i originà una cubeta de mides reduïdes i enbolcallada d'escorça oceànica. Així, a la vora del Golf de Gènova, l'escorça terrestre esdevé particular, doncs no té ni trets oceànics ni continentals. Els estudis han demostrat que el fons marí entre Gènova i Còrsega s'encavalca per damunt d'una secció modificada de l'escorça continental molt fina i alhora estratificada. La velocitat sismològica a la zona suggereix la presència de roques i materials molt calents al mantell superior. Les observacions indiquen que en el futur geològic, hi haurà un trencament de l'escorça del continent i posteriorment la formació d'escorça oceànica entre la costa de Ligúria i Còrsega.

## Protecció ambiental

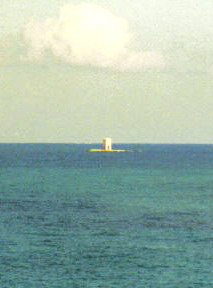
La Torre della Meloria davant de la costa de Liorna

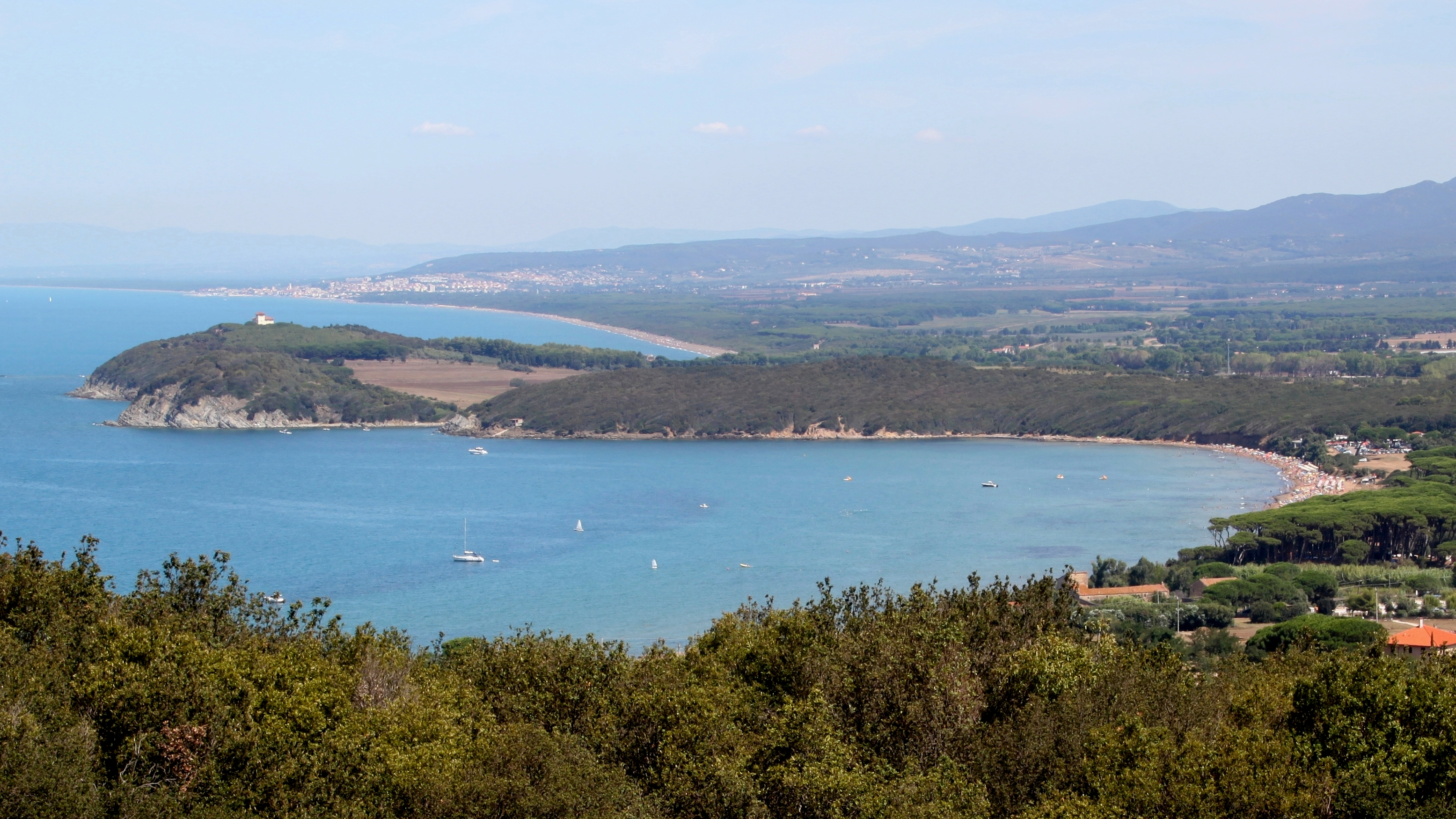
Golf de Baratti

Amb l'objectiu de protegir les nombroses espècies de cetacis presents al mar de Ligúria, França i Itàlia la van classificar l'any 1999 com a SPAMI Zones d'Importància Mediterrània especialment protegides de la mar Mediterrània
El santuari de cetacis del mar de Ligúria té una superfície de 84.000 km² a la zona de mar obert davant de la frontera entre França i Itàlia. És una de les zones de la Mediterrània on és més fàcil observar grups de cetacis. Els vaixells utilitzats per a l'albirament d'aquests mamífers marins surten dels principals ports turístics de la província d'Imperia, com el de Porto Maurizio.
L'any 1996 Itàlia va establir el Parc Nacional de l'Arxipèlag Toscà gràcies al qual es salvaguarden les set illes principals de l'arxipèlag i el fons marí amb tota la fauna important tant del mar Tirrè com de Ligúria. Actualment és el parc marí més gran d'Europa.
L'any 1999 es va establir el Parc Nacional de Cinque Terre a Ligúria, íntegrament a la província de La Spezia, que per les belleses naturals del seu territori és una destinació turística important per a aquells interessats no exclusivament en el turisme marítim.

### Fauna
Entre les espècies que viuen al mar de Ligúria i que remunten els rius que desemboquen en aquest mar per reproduir-se hi ha la cheppia (Alosa fallax).

## Territoris banyats pel mar de Ligúria
| Estat  | Regió                     | Departament o Província |
| ------ | ------------------------- | ----------------------- |
| França | Provença-Alps-Costa Blava | Alps Marítims           |
| França | Còrsega                   | Alta Còrsega            |
| Mònaco |                           |                         |
| Itàlia | Ligúria                   | Imperia                 |
| Itàlia | Ligúria                   | Savona                  |
| Itàlia | Ligúria                   | Gènova                  |
| Itàlia | Ligúria                   | La Spezia               |
| Itàlia | Toscana                   | Massa-Carrara           |
| Itàlia | Toscana                   | Lucca                   |
| Itàlia | Toscana                   | Pisa                    |
| Itàlia | Toscana                   | Liorna                  |

## Municipis importants
- Departament dels Alps Marítims: Sant Joan de Cap Ferrat, Ròcabruna, Menton
- Província d'Imperia: Ventimiglia, Bordighera, Sanremo, Imperia
- Província de Savona: Alassio, Albenga, Loano, Finale Ligure, Savona, Albisola Superiore, Celle Ligure, Varazze
- Província de Gènova: Cogoleto, Arenzano, Gènova, Recco, Camogli, Santa Margherita Ligure, Rapallo, Chiavari, Lavagna, Sestri Levante, Moneglia
- Província de La Spezia: La Spezia, Sarzana, Ameglia, Porto Venere, Lerici, Levanto, les Cinque Terre i Bonassola
- Província de Massa-Carrara: Carrara, Massa
- Província de Lucca: Viareggio, Forte dei Marmi, Pietrasanta, Camaiore
- Província de Pisa: Pisa, San Giuliano Terme, Vecchiano
- Província de Livorno: Liorna, Rosignano Marittimo, Cecina

## Galeria d'imatges

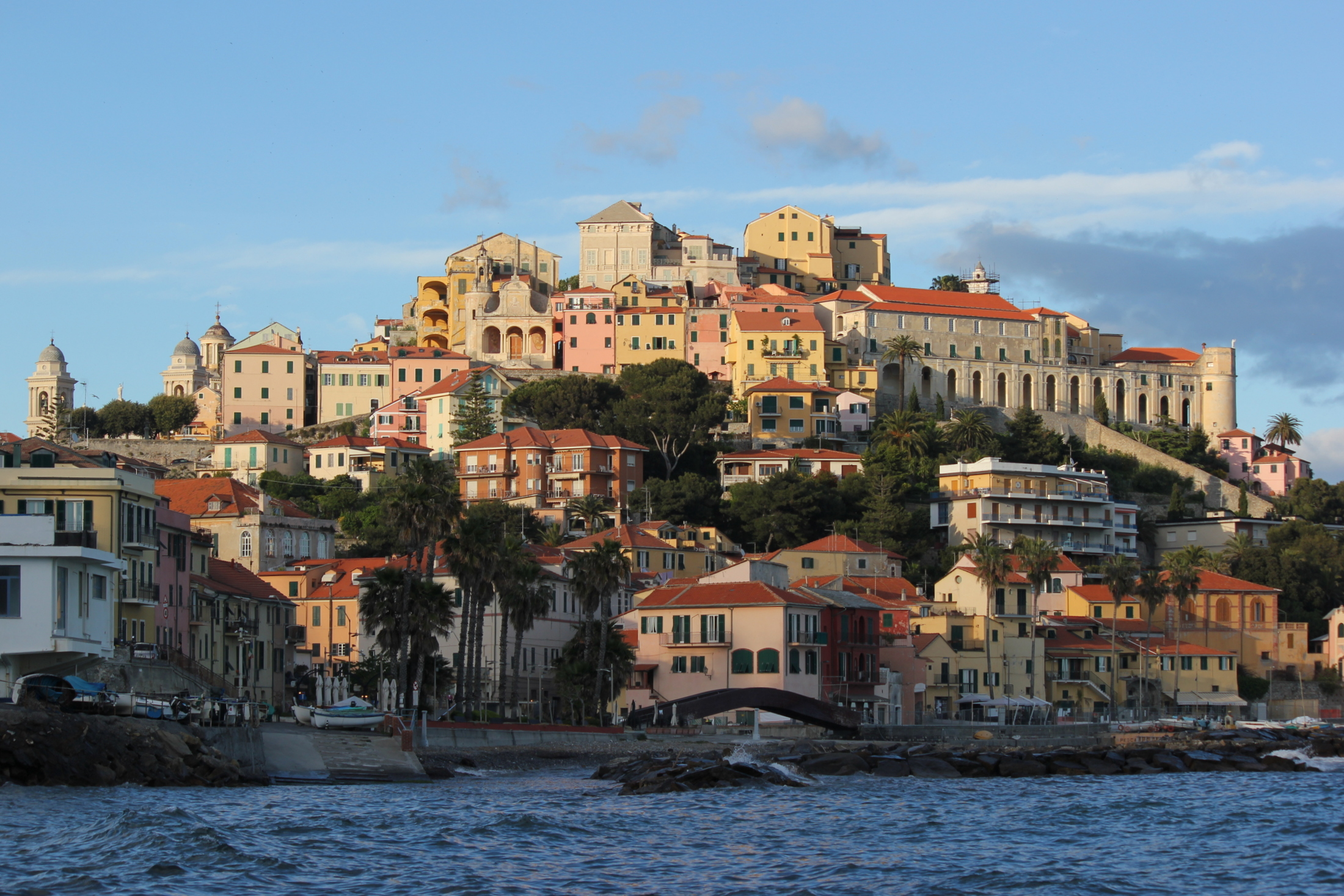
Imperia
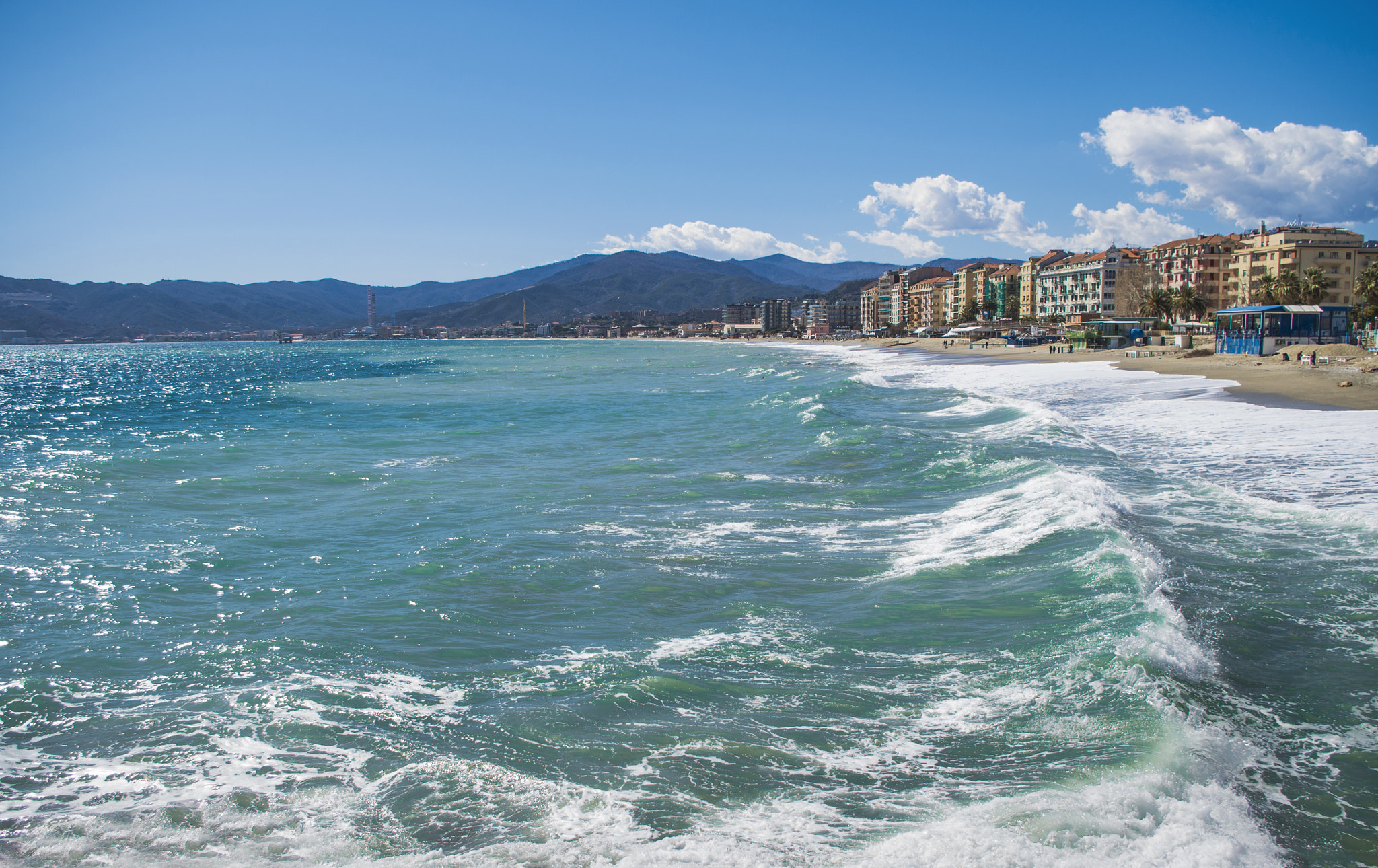
Savona
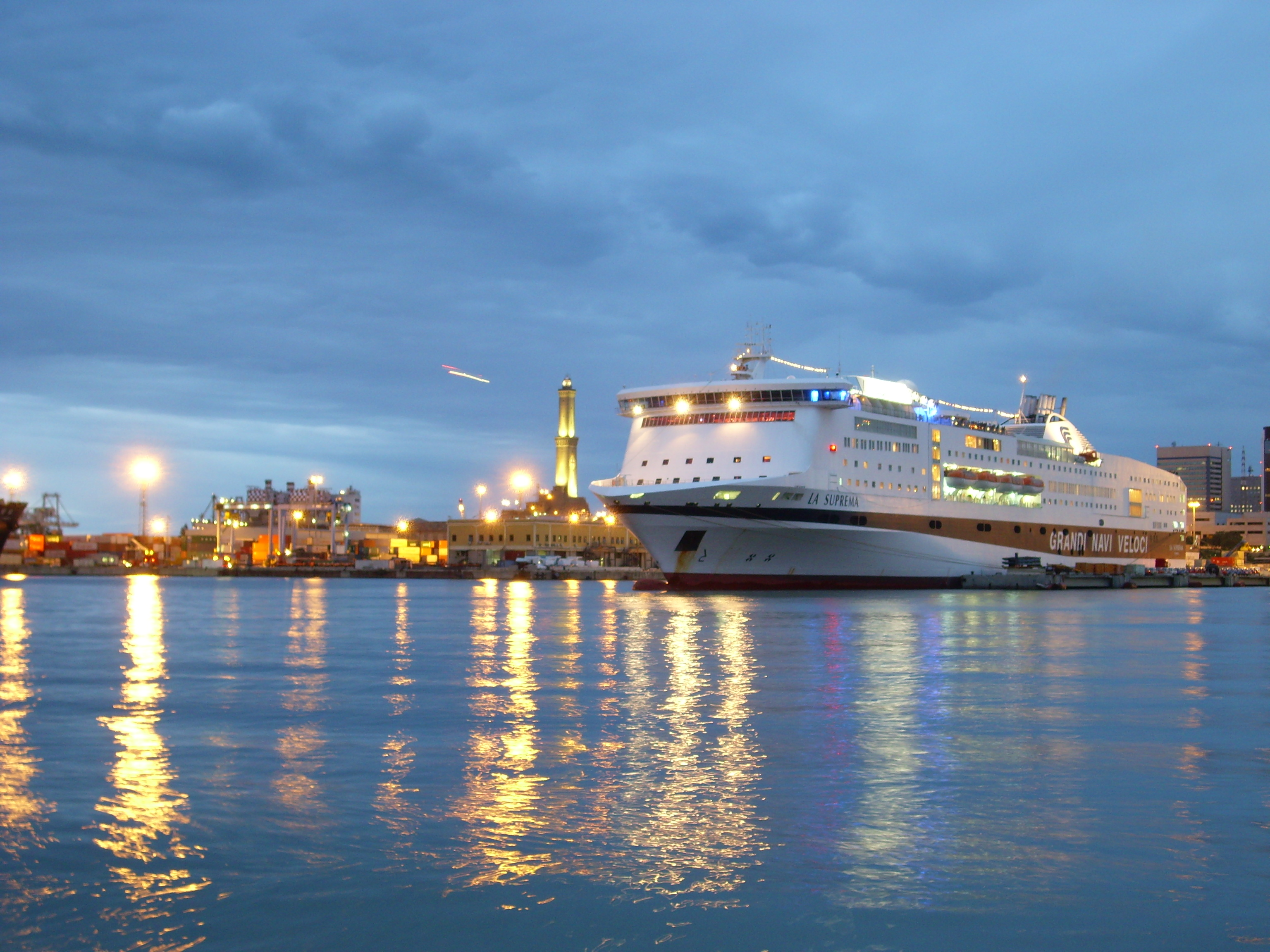
Gènova
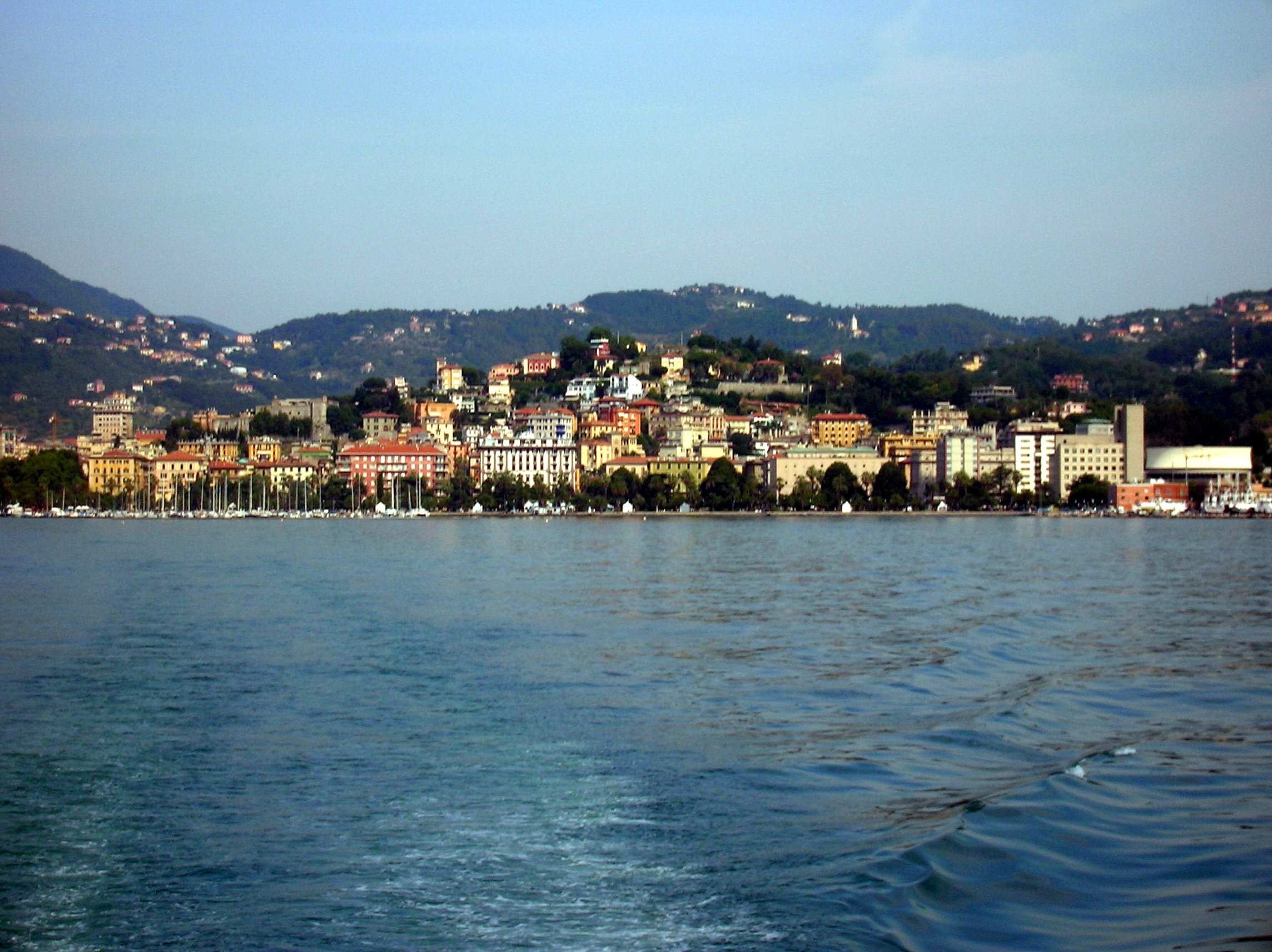
La Spezia
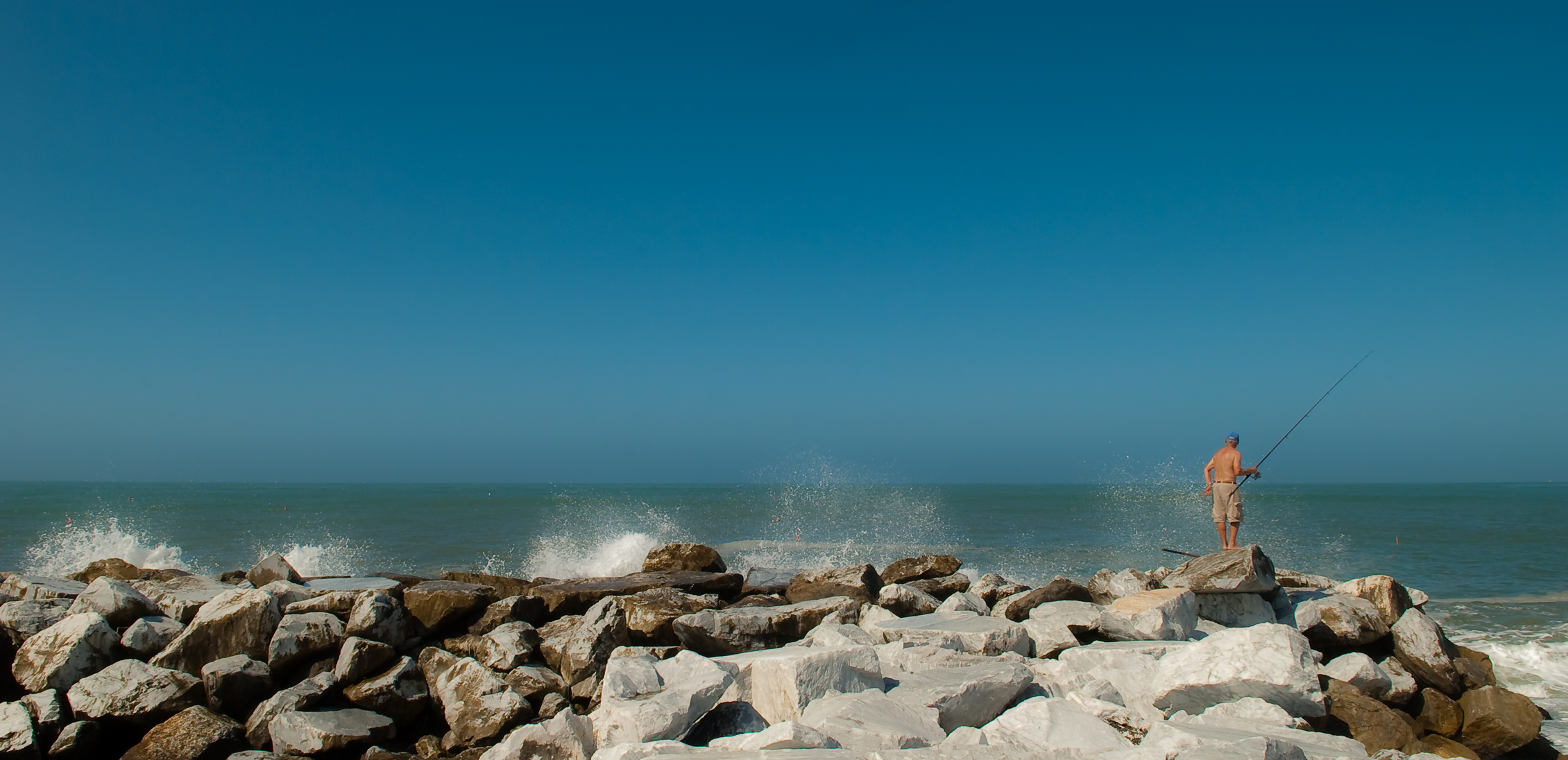
Massa
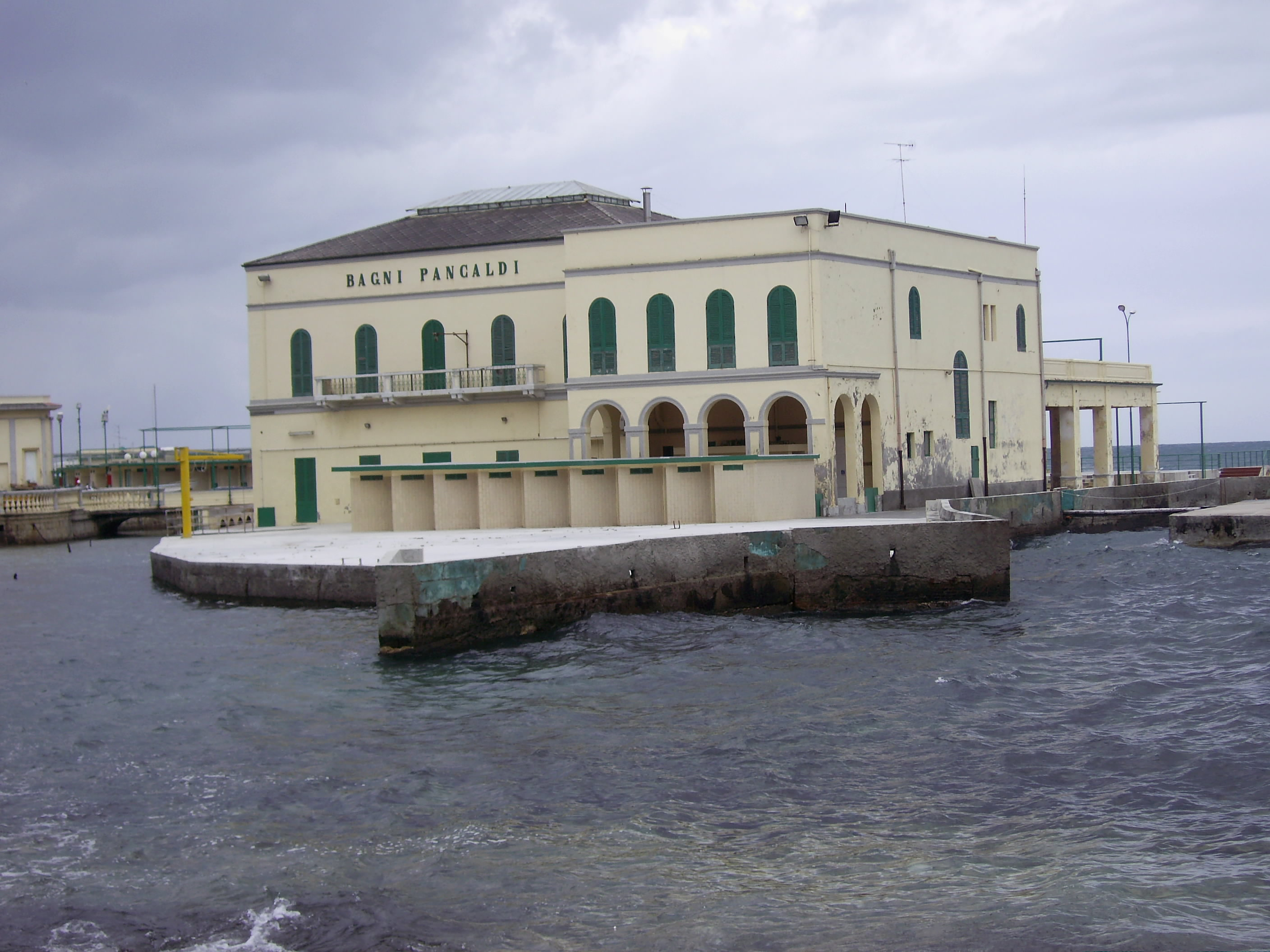
Liorna

## Conservació
Per protegir les nombroses espècies de cetacis de la zona (especialment, balenes i dofins, ja que les marsopes no es troben en aquesta banda de la Mediterrània), el 1999 els estats riberencs van declarar la mar Lígur Àrea Protegida Especial d'Importància Mediterrània (SPAMI, segons la sigla en anglès). El santuari de cetacis de la mar Lígur actualment ocupa una extensió de 84.000 km², que inclou tant aigües territorials com internacionals.